# I Kings (album)
I Kings è il primo ed unico album ufficiale del gruppo musicale beat italiano chiamato I Kings. L'album fu pubblicato dalla Durium nel 1966.

## Tracce
Lato A
1. Bambina, non sono io (It Ain't Me Babe)
2. La bussola
3. Trovane un altro
4. Fai quello che vuoi (Time Is on My Side)
5. Sei stata tu (You Make Me Feel Good)
6. If You Gotta Go, Go Now

Lato B
1. La risposta (Blowin' in the Wind)
2. 1 - 2 - 3
3. Sei solo tu (Off the Hook)
4. Tu non puoi
5. Io ho in mente te (You Were on My Mind)
6. Ma non è giusto (She's Not There)